# 冥古宙
冥古宙（英語：Hadean）又稱冥古代或前太古宙（Pre-Archean），是地球地質歷史上四个宙之中的第一个，也是最古老的前寒武纪地質時期。冥古宙始於45.4億年前地球形成之初，結束於38.4億年前内太陽系後期重轟炸期结束（但依據不同的文獻可能有不同的定義），下启太古宙。
因为冥古宙时期地球地壳尚未固化，地球很大程度上还是一个地表遍布岩浆的熔岩行星，除熔点极高的锆石外没有任何岩层能幸存至今，因此无法用传统的地质学标准分化地质时期。现今学术界有人尝试使用月球地质年代进行相应划分，将冥古宙分為隱生代（Cryptic）、盆地群代（Basin Groups）、酒海紀（Nectarian）和雨海代（Imbrian，其实只对应早雨海世）四个非正式的代。除此之外还有一个尚存争议的混沌代（Chaotian），用来对应忒伊亚大碰撞导致月球形成之前的原始地球时期。这种分期法目前尚未得到国际地质科学联盟（IUGS）的接受和认证。
冥古宙的英文名称来源于古希腊神话中的冥界以及冥王哈迪斯，原因是科学家估测的当时地表状况很符合西方文化对地狱的描述。这个名称最初是由美国科学家普雷斯頓·克羅德（Preston Ercelle Cloud Jr.，1912~1991）於1972年所提出的，原本是用來指比已知最早岩石還要之前的時期。冥古宙的最后一个代（早雨海世）以月球的东方海撞击事件为结束时间，后接始太古代。

## 地质
地球在形成初期曾遭到另一矮行星撞击使得部分地壳和地幔被撕裂弹出，其中一些弹出物被引力吸回地球，其余远过洛希极限以外进入稳定轨道并吸积形成月球。在整个冥古宙，地球逐渐从一个炽热的岩浆球逐渐冷却固化（计算表明仅需1亿年），並出现原始的海洋、大气与陆地，但仍然是地热活动剧烈、火山喷发遍布、熔岩四处流動。
在41亿年前到38亿年前，地球和其它内太阳系天体都持续遭到了大量源自外侧区域的小行星与彗星的轰击（即后期重轰炸期）。根据同时期月球撞击坑推算（月球面對地球的那一面的大部份大型盆地如危海、静海、澄海、丰富海和風暴洋也都是於此一時期撞击形成的），地球於當時形成了：
- 22000個或者更多的直徑大於20公里的撞擊坑；
- 約40個直徑約1000公里的撞擊盆地；
- 幾個直徑約5000公里的撞擊盆地；
- 且平均約每100年便造成嚴重的環境破壞。

冥古宙在38亿年前结束后，内太阳系不再有大规模撞击事件，地表也开始固化稳定。而目前已知的地球最古老的岩石（位于北美克拉通盖层的艾加斯塔片麻岩及西澳那瑞尔片麻岩层的杰克希尔斯部份）也定年在38亿年前。

## 冥古宙岩石

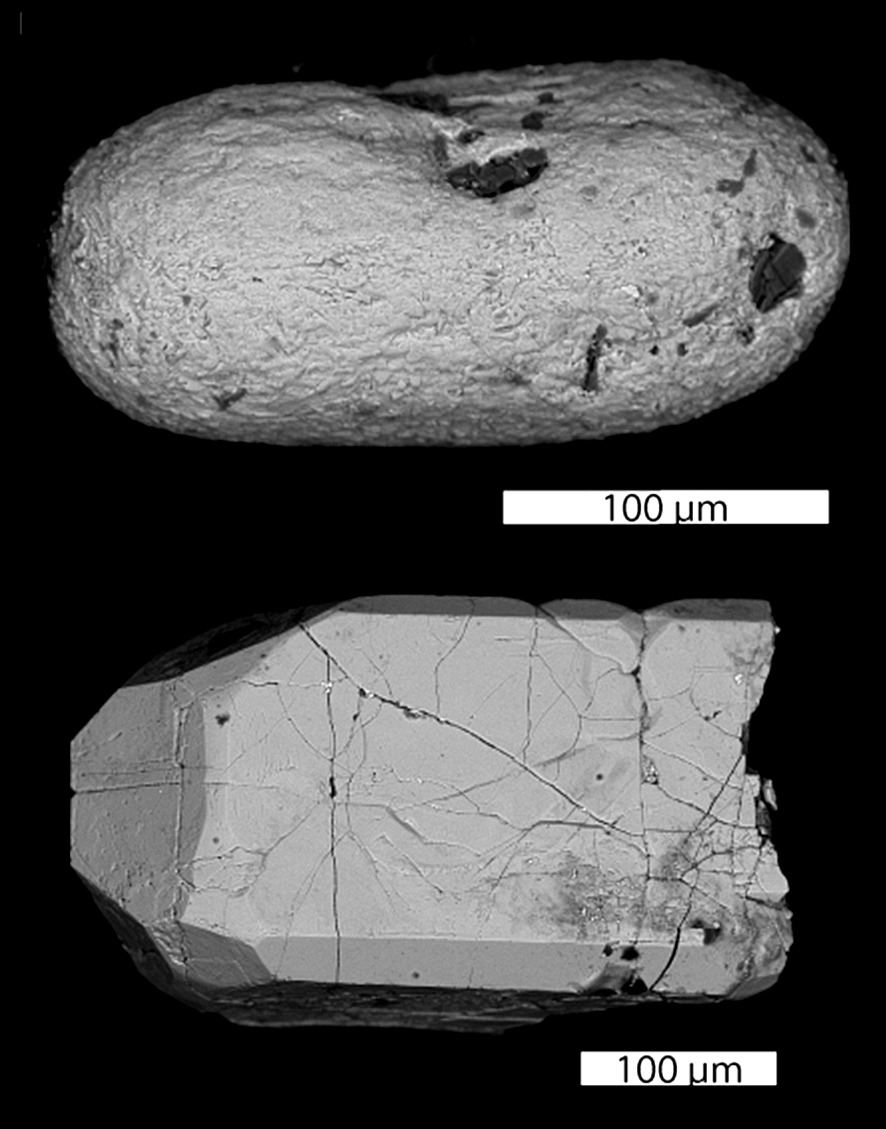
來自西澳州納里片麻巖巖層傑克山崗變質沉積岩，冥古宙(44.04±0.08億年前) 碎屑鋯石的反向散射電子顯微照片

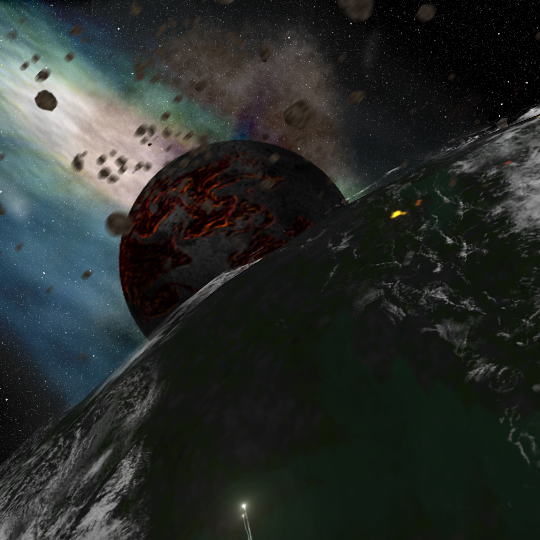
藝術家對冥古宙末期地球和月球的印象，當時地球上出現了第一批水蒸氣雲和海洋

在20世紀90年代，地質學家從格陵蘭西部、加拿大西北部和西澳大利亞州裡確認到了某些冥古宙末期的岩石。現已知最早岩石的結構依蘇阿綠岩帶是於格陵蘭發現，有著約38億年歷史的沉積層並混合貫穿岩石的火山岩脈所組成。零散的鋯石結晶沉積在西加拿大和西澳的傑克山崗中的沉積物裡，其中最早的約有四十四億年之久的歷史－非常接近地球形成的推測時間。
格陵蘭的沉積層中含有条状铁层的地層，裡面可能含有有機碳，這意味著那時很有可能已經出現可行光合作用的生命體。对此也有很大的争议，有的研究者认为比较可靠的定年应是36亿年前，但已知最古老的化石（於澳洲發現）是在那時的數億年之後。

## 事件劃分
後期重轟炸期發生於冥古宙中，且對地球和月亮產生影響。因為這個時期的岩石幾乎没有保存到现在的，所以並沒有正式的細分。但月岩从40多亿年前就比较好的保存下来，因此月球地質年代的某些主要划分可参照用于地球的冥古宙划代。

## 大氣層和海洋
在形成地球的物质当中，曾经存在过大量的水。在地球的形成时期，其质量比现在的小，水分子也就更容易挣脱重力。据推测，当时氢气和氦气在大气层中持续不断地逸散，然而，现时大气中高密度的稀有气体却相对缺乏，这表明，在早期大气层中可能发生过什么剧变。
大碰撞說认为，在地球的年轻时期，它的一部分曾受过撞击而分裂，分裂出去的部分后来形成了月球。然而在这种说法下，撞击应该会令一到两个大区域融化，现时的组成成份却与完全融化的假设并不相符，事实上也很难将巨大的岩石完全融化并混在一起。不过相当一部分的物质仍被此次撞击所蒸发，在这颗年轻的行星周围形成了一个由岩石蒸汽组成的大气层。岩石蒸汽在两千年间逐渐凝固，留下了高温的易挥发物，之后有可能形成了一个混有氢气和水蒸气的高密度二氧化碳大气层。另外尽管当时表面温度有230℃，但液态的海洋依然能够存在，这得益于CO2大气层带来的高气压。随着冷凝过程继续进行，海水通过溶解作用除去了大气中的大部分CO2，不过其含量水平在新地层和地幔循环出现时产生了激烈的震荡。
對鋯石的研究發現，液態水必然已存在四十四億年之久，非常接近地球形成的时刻。這需要有大氣層的存在。